# Крачун Агрипина Микитівна
Агрипина Микитівна Крачун (28 липня 1911, село Дойбани I, тепер Дубоссарський район], Придністров'я, Молдова — ?) — радянська молдавська державна діячка, заступник голови Ради міністрів Молдавської РСР, міністр народної освіти Молдавської РСР. Член ЦК Комуністичної партії Молдавії в 1951—1963 і 1966—1976 роках. Депутат Верховної Ради Молдавської РСР 4—8-го скликань.

## Життєпис
З 1930 року працювала на педагогічній роботі.
У 1937 році закінчила Тираспольський педагогічний інститут імені Тараса Шевченка.
Член ВКП(б) з 1944 року.
До 17 липня 1951 року — заступник міністра народної освіти Молдавської РСР.
17 липня 1951 — серпень 1953 року — міністр народної освіти Молдавської РСР.
У серпні 1953 — 1958 року — заступник голови Ради міністрів Молдавської РСР.
16 серпня 1958 — 7 лютого 1962 року — міністр народної освіти Молдавської РСР.
28 грудня 1961 — 15 липня 1975 року — секретар Президії Верховної ради Молдавської РСР.
З липня 1975 року — персональний пенсіонер у Кишиневі.

## Нагороди
- орден Леніна
- два ордени Трудового Червоного Прапора
- орден Дружби народів
- медалі